# Kabupaten de Flores Oriental
Flores Oriental (en indonesio: Kabupaten Flores Timur) es un kabupaten (regencia o distrito) de Indonesia situado en la isla de Flores, provincia de Nusa Tenggara Oriental (Nusa Tenggara Timur). Su capital es Larantuka.
- Datos: Q14136
- Multimedia: East Flores Regency / Q14136